# レイリー・テイラー不安定性

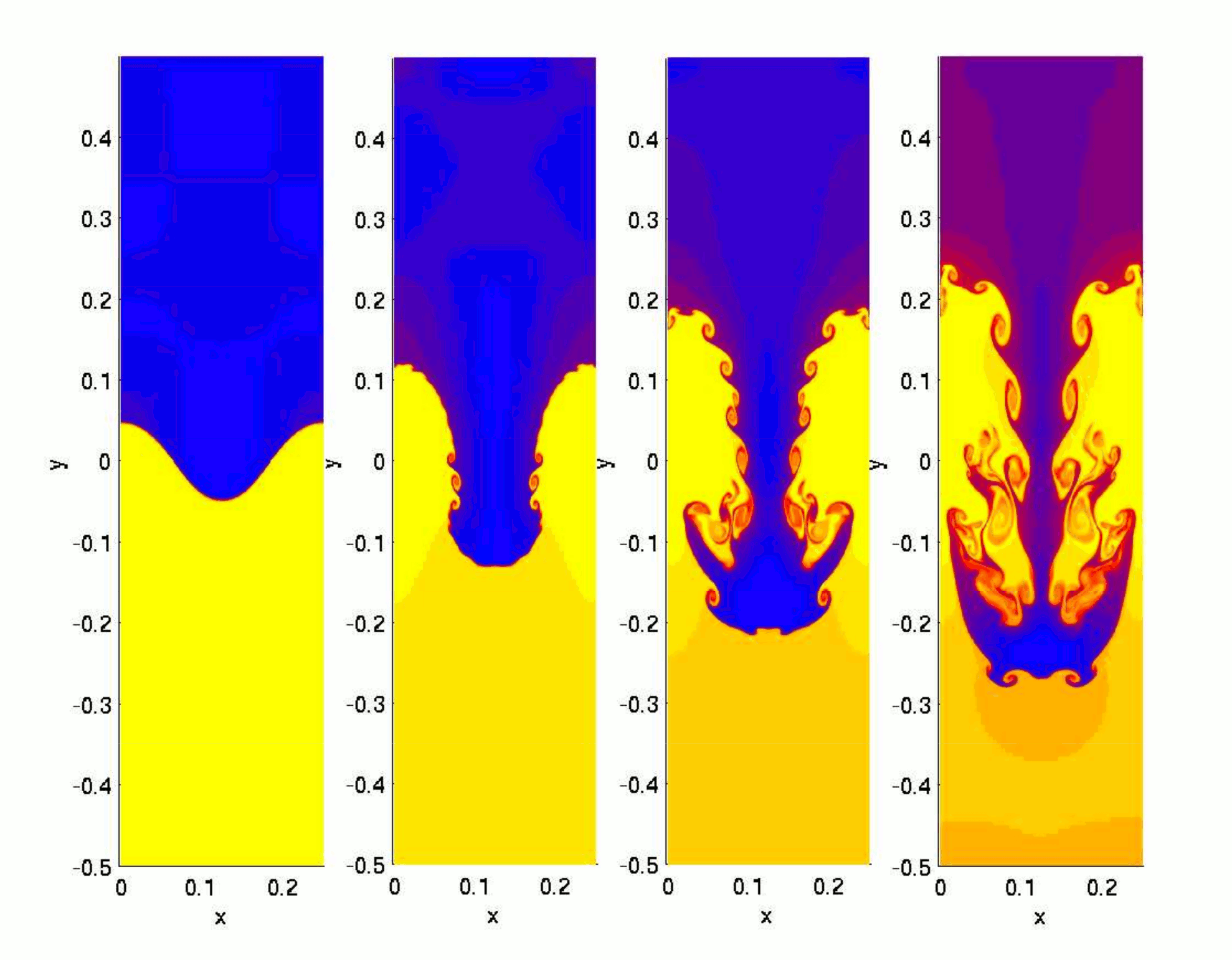
並列AMR法によるレイリー・テイラー不安定性の流体シミュレーション。時間の経過とともに中心付近にケルビン・ヘルムホルツ不安定性が生じている。

レイリー・テイラー不安定性（レイリー・テイラーふあんていせい、英: Rayleigh-Taylor instability）とは、密度の異なる2つの流体が界面で接触する際に、密度の大きい流体から密度の小さい流体に力が働き、界面の微小な凹凸から擾乱が成長することにより、流体の運動が不安定化する現象である。1883年にレイリーが、1950年にG・I・テイラーが見出だした。
例えば、水とそれより密度の低い油が上層の水と下層の油のように分離している場合、境界は不安定な平衡状態となり、わずかな外乱が加えられると瞬く間に両者の位置が入れ替わる。このように、重力等の作用によって密度の大きい流体が小さい流体を押すことにより生じる現象がレイリー・テイラー不安定性である。
レイリー・テイラー不安定性は、レーザー核融合においては中心点火方式での球対称爆縮を阻害する最大の要因である。また、超新星爆発のような星内部の物質混合過程におけるレイリー・テイラー不安定性も盛んに研究されている。